# Paul Hoffman (baloncestista)
Paul James Hoffman (Jasper, Indiana; 12 de abril de 1922-Baltimore, Maryland; 12 de noviembre de 1998) fue un jugador, entrenador y ejecutivo de baloncesto estadounidense que disputó seis temporadas entre la BAA y la NBA. Con 1,88 metros de estatura, jugaba en la posición de escolta.

## Trayectoria deportiva

### Universidad
Jugó durante cuatro temporadas en los Boilermakers de la Universidad de Purdue, donde lideró al equipo en anotación en 1944 (10,9 puntos por partido), 1946 (12,1 p.p.p.) y 1947 (12,4 p.p.p.) además de ser el mejor también durante sus cuatro temporadas en tiros de campo y tiros libres, siendo elegido en todas ellas en el mejor quinteto de la Big Ten Conference. Fue además elegido All-American por el periódico Chicago Herald en 1944, y en las otras tres temporadas por la Helms Athletic Foundation.

### Profesional
Fue elegido en el Draft de la BAA de 1947 por Toronto Huskies, pero la franquicia quebró y desapareció antes del comienzo de la competición, fichando entonces por los Baltimore Bullets. En su primera temporada fue uno de los jugadores que más destacaron del equipo, ayudando con 10,5 puntos por partido en la consecución del anillo de campeones de la BAA, tras derrotar a Philadelphia Warriors en las Finales. Hoffman fue elegido por los periodistas especializados como rookie del año, aunque dicha distinción, a pesar de que la NBA la incluyó en su enciclopedia de 1994, posteriormente no ha sido reconocida oficialmente.
Al año siguiente, ya con la liga reconvertida en la NBA, jugó su temporada más destacada, liderando a su equipo en anotación, con 14,4 puntos por partido, a los que aladió 2,7 asistencias, pero el equipo ni siquiera consiguió clasificarse para los playoffs.
Jugó tres temporadas más con los Bullets, hasta que, con la temporada 1954-55 ya comenzada, la franquicia quebró, produciéndose un draft de dispersión, siendo elegido por los New York Knicks, quienes pocas semanas después lo enviarían a los Philadelphia Warriors, donde se retiraría al término de la temporada.

### Entrenador y ejecutivo
Poco después de retirarse, en 1956, se hizo cargo del puesto de entrenador de béisbol de su alma mater, los Purdue Boilermakers, además de ejercer como asistente en el equipo de baloncesto, estando en ambos puestos hasta 1959.
En 1963 fue contratado como general mánager de los Chicago Zephyrs, que esa temporada se trasladaron a Baltimore convirtiéndose en los nuevos Baltimore Bullets, manteniendo ese cargo durante dos temporadas. Entre las decisiones que tomó, estuvo uno de los traspasos múltiples más sonados de la época, el que enviaba a Terry Dischinger, Don Kojis y Rod Thorn a Detroit Pistons a cambio de Bob Ferry, Bailey Howell, Les Hunter, Wali Jones y Don Ohl.
Hoffman falleció en un hospital de Baltimore, donde residía, en 1998, víctima de un tumor cerebral, a la edad de 73 años.

## Estadísticas de su carrera en la NBA y la BAA

### Temporada regular
| Temporada | Edad | Equipo                | Liga  | P   | TIT | MIN  | TC  | TCA  | %TC  | 3P | 3PA | %3P | TL  | TLA | %TL  | R.OF. | R.DEF. | REB | ASIS | ROB | TAP | PER | FP  | PTS  |
| 1947-48   | 25   | Baltimore Bullets     | BAA   | 37  |     |      | 3.8 | 11.0 | .348 |    |     |     | 2.8 | 4.2 | .662 |       |        |     | 0.6  |     |     |     | 3.3 | 10.5 |
| 1949-50   | 27   | Baltimore Bullets     | NBA   | 60  |     |      | 5.2 | 15.2 | .341 |    |     |     | 4.0 | 6.1 | .665 |       |        |     | 2.7  |     |     |     | 3.9 | 14.4 |
| 1950-51   | 28   | Baltimore Bullets     | NBA   | 41  |     |      | 3.1 | 9.7  | .318 |    |     |     | 2.6 | 3.8 | .673 |       |        | 4.9 | 2.7  |     |     |     | 3.3 | 8.8  |
| 1952-53   | 30   | Baltimore Bullets     | NBA   | 69  |     | 28.3 | 3.5 | 9.5  | .366 |    |     |     | 3.2 | 5.0 | .655 |       |        | 4.6 | 3.4  |     |     |     | 4.1 | 10.2 |
| 1953-54   | 31   | Baltimore Bullets     | NBA   | 72  |     | 34.8 | 3.5 | 10.6 | .332 |    |     |     | 3.0 | 4.2 | .716 |       |        | 6.8 | 4.0  |     |     |     | 3.8 | 10.0 |
| 1954-55   | 32   | TOTAL                 | NBA   | 38  |     | 17.6 | 1.7 | 5.7  | .301 |    |     |     | 1.7 | 2.4 | .688 |       |        | 3.3 | 2.5  |     |     |     | 2.4 | 5.1  |
| 1954-55   | 32   | Baltimore Bullets     | NBA   |     |     |      |     |      |      |    |     |     |     |     |      |       |        |     |      |     |     |     |     |      |
| 1954-55   | 32   | New York Knicks       | NBA   |     |     |      |     |      |      |    |     |     |     |     |      |       |        |     |      |     |     |     |     |      |
| 1954-55   | 32   | Philadelphia Warriors | NBA   |     |     |      |     |      |      |    |     |     |     |     |      |       |        |     |      |     |     |     |     |      |
| Total     |      |                       | TOTAL | 317 |     | 28.7 | 3.6 | 10.6 | .340 |    |     |     | 3.0 | 4.5 | .676 |       |        | 5.1 | 2.9  |     |     |     | 3.6 | 10.2 |
|           |      |                       | NBA   | 280 |     | 28.7 | 3.6 | 10.5 | .338 |    |     |     | 3.0 | 4.5 | .677 |       |        | 5.1 | 3.2  |     |     |     | 3.6 | 10.2 |
|           |      |                       | BAA   | 37  |     |      | 3.8 | 11.0 | .348 |    |     |     | 2.8 | 4.2 | .662 |       |        |     | 0.6  |     |     |     | 3.3 | 10.5 |

### Playoffs
| Temporada | Edad | Equipo            | Liga  | P  | MIN | TCA | TC  | 3PA | 3P | TLA | TL | R.OF. | REB | ASIS | ROB | TAP | PER | FP | PTS | %TC  | %3P | %FT  | MIN  | PTS  | REB | AST |
| 1947-48   | 25   | Baltimore Bullets | BAA   | 11 |     | 44  | 141 |     |    | 41  | 62 |       |     | 7    |     |     |     | 39 | 129 | .312 |     | .661 |      | 11.7 |     | 0.6 |
| 1952-53   | 30   | Baltimore Bullets | NBA   | 2  | 81  | 5   | 28  |     |    | 7   | 12 |       | 7   | 11   |     |     |     | 10 | 17  | .179 |     | .583 | 40.5 | 8.5  | 3.5 | 5.5 |
| Total     |      |                   | TOTAL | 13 | 81  | 49  | 169 |     |    | 48  | 74 |       | 7   | 18   |     |     |     | 49 | 146 | .290 |     | .649 | 40.5 | 11.2 | 3.5 | 1.4 |
|           |      |                   | BAA   | 11 |     | 44  | 141 |     |    | 41  | 62 |       |     | 7    |     |     |     | 39 | 129 | .312 |     | .661 |      | 11.7 |     | 0.6 |
|           |      |                   | NBA   | 2  | 81  | 5   | 28  |     |    | 7   | 12 |       | 7   | 11   |     |     |     | 10 | 17  | .179 |     | .583 | 40.5 | 8.5  | 3.5 | 5.5 |